# シャルロット・ド・モナコ
シャルロット・ド・モナコ（Charlotte de Monaco, 1898年9月30日 - 1977年11月16日）は、モナコ公ルイ2世の一人娘。1922年より1944年までモナコの世継ぎ公女（princesse héréditaire de Monaco）であったが、息子レーニエ3世のためにその地位を放棄した。

## 生涯
モナコ公世子ルイと、キャバレー歌手マリー・ジュリエット・ルヴェの間の非嫡出子シャルロット・ルヴェ（Charlotte Louvet）として誕生。全名はシャルロット・ルイーズ・ジュリエット（Charlotte Louise Juliette）。母は仏領アルジェリア在住の労働者階級のフランス人で、キャバレーで働く前は洗濯婦をしていたと噂された。
ルイ公世子は当時未婚で嫡出子がなく、もし彼が亡くなった場合、アルベール1世公の後継者はドイツ人の従弟ヴィルヘルム・カール・フォン・ウラッハ公爵となるため、フランスの反発は必至であった。こうした背景から、1911年5月15日、モナコ公家によりシャルロットを公家の成員と認める法令が出された。次いでフランス・モナコ間のパリ条約締結を受け、1918年10月30日にシャルロットをモナコ公家の養子として迎えることを可能にする布告が出された。そして1919年5月16日パリにて、シャルロットは正式に実父ルイ公世子と養子縁組してモナコ公女と認められ、同時にモナコ公の後継者に授けられるヴァランティノワ女公爵の爵位を祖父アルベール1世より授けられた。
1920年3月19日、モナコでピエール・ド・ポリニャック伯爵と結婚。ピエールは婚礼前日に妻方のモナコ公家の成員となり、モナコ公子及びヴァランティノワ公爵の称号を帯びると定められた。夫婦は1男1女を儲けたが、夫の同性愛指向のために結婚生活は破綻し、1930年3月20日に別居、シャルロットは当時の侍医で愛人のダルマッツォ（Dalmazzo）と生活を始めた。夫妻は結局1933年2月18日に離婚した。
1922年のルイ2世即位後、ウラッハ公爵が自分を正統なモナコ公位継承者と認めるよう主張してきた。フランスはモナコの利益代表国としてこれに反対し、モナコの公位継承法は原則的には女子継承の可能性を排除していないとの声明を出した。結局ウラッハ公爵の主張は通らなかったものの、この一件で嫡出追認された女子継承者というシャルロットの地位が不安定であることが露呈した。祖父ルイ2世が存命中に息子レーニエをその法定推定相続人としておくため、1944年5月30日シャルロットは世継ぎ公女の地位を放棄して息子に譲った。
相続人の地位を降りた後は比較的自由な身となり、大学に通って社会福祉士の資格を取った。息子が公位に就いて以降は北フランスのマルシェ城に引退したが、居城内に元受刑者の更生施設を作ったため、身の安全を危惧した子供らからは反対された。晩年はこうした元受刑者の一人で宝石専門の泥棒だったルネ・ラ・カンヌ（1920年 - 2000年）を愛人にして同棲していた。

## 子女
ピエール・ド・ポリニャックとの間に1男1女。
- アントワネット・ルイーズ・アルベルト・シュザンヌ（1920年 - 2011年）
- ルイ・アンリ・マクサンス・ベルトラン・レーニエ（1923年 - 2005年） - モナコ公